# Tajmyra
La Tajmyra (in russo Таймыра) è un fiume artico della Siberia settentrionale (kraj di Krasnojarsk), tributario del mare di Kara.
Nasce dal versante meridionale dei monti Byrranga e si dirige dapprima verso sudovest, percorrendo il loro pedemonte meridionale e la parte settentrionale del bassopiano della Siberia settentrionale; volge il suo corso verso est e, successivamente, verso nordest. Dopo 567 km  di corso (nei quali è conosciuto con il nome di Verchnjaja Tajmyra, Tajmyra superiore) si getta nel lago Tajmyr, dal quale esce "tagliando" i monti Byrranga, dirigendosi verso nord per altri 187 km (nei quali viene invece denominato Nižnjaja Tajmyra, Tajmyra inferiore) sfociando nell'insenatura omonima del mare di Kara, dopo 840 km di corso (secondo altre fonti, 638).
Il fiume è gelato da fine settembre-primi di ottobre fino agli inizi di  giugno; le piene sono estive. Questa rigidità climatica fa sì che non esistano centri abitati lungo le sue sponde, ad eccezione del piccolo centro di Tajmyr presso la foce.